# Syntrophomonas erecta
Syntrophomonas erecta è una specie di batterio appartenente alla famiglia delle Syntrophomonadaceae.